# Microplidus stabilis
Microplidus stabilis är en skalbaggsart som beskrevs av Louis Albert Péringuey 1902. Microplidus stabilis ingår i släktet Microplidus och familjen Melolonthidae. Inga underarter finns listade i Catalogue of Life.